# أولاد بوعطية (أولاد حمدان)
أولاد بوعطية هو دُوَّار يقع بجماعة أولاد حمدان، إقليم الجديدة، جهة الدار البيضاء سطات في المملكة المغربية. ينتمي الدوّار لمشيخة أولاد حمدان التي تضم 15 دوار. يقدر عدد سكانه بـ 775 نسمة حسب الإحصاء الرسمي للسكان والسكنى لسنة 2004.

## روابط خارجية
- البوابة الوطنية للجماعات الترابية
- المندوبية السامية للتخطيط